# کنا (نیومکزیکو)
کنا (به انگلیسی: Kenna) یک منطقهٔ مسکونی در ایالات متحده آمریکا است که در Llano Estacado واقع شده‌است. کنا ۱٬۳۶۰٫۹۵ متر بالاتر از سطح دریا واقع شده‌است.